# 大谷地バスターミナル

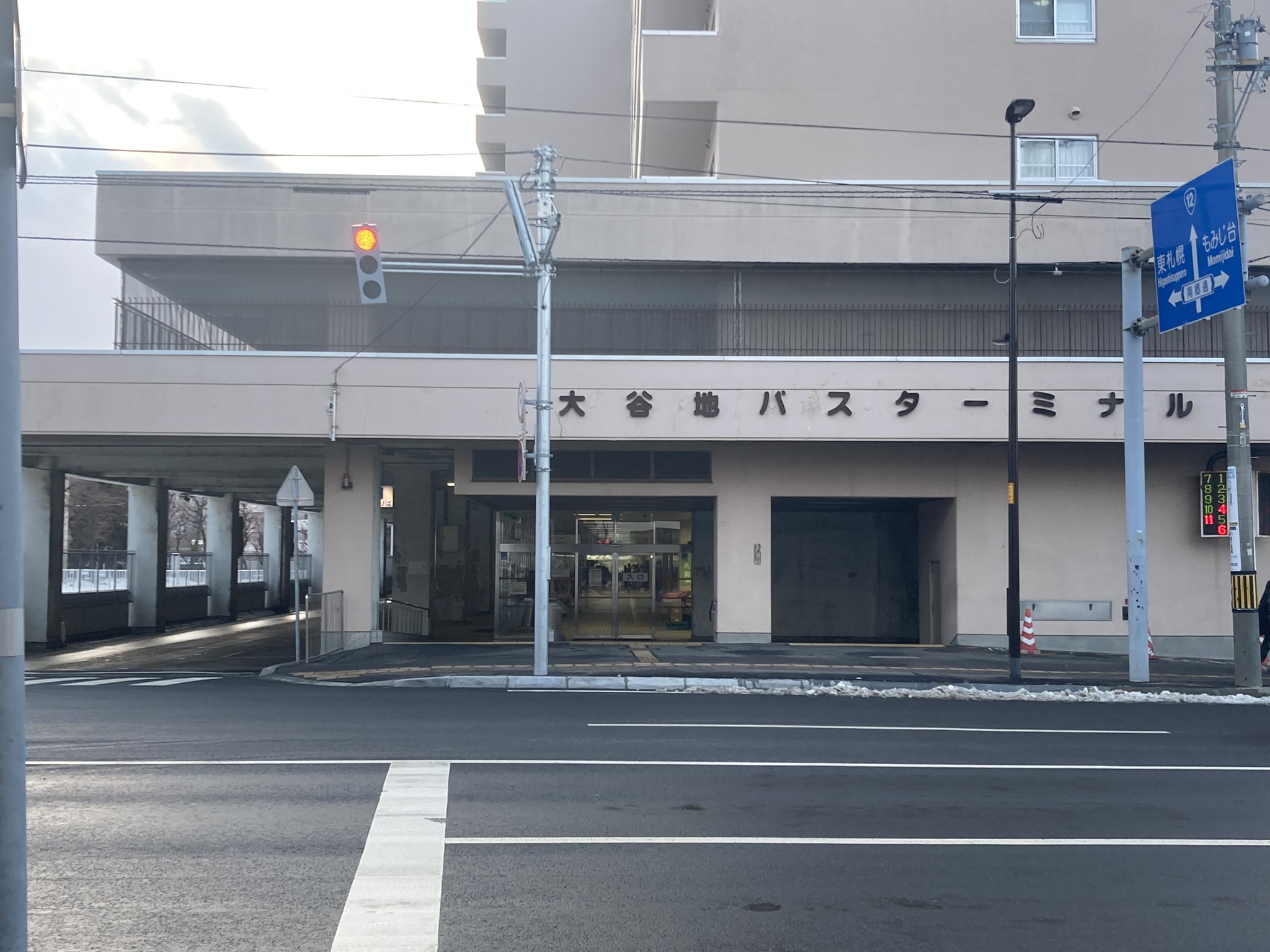
大谷地バスターミナル 2025年1月

大谷地バスターミナル（おおやちバスターミナル）は、北海道札幌市厚別区大谷地東3丁目2-1にある、自動車ターミナル法による一般バスターミナルの名称。札幌市独自の分類では乗継バスターミナルとされる。

## 概要

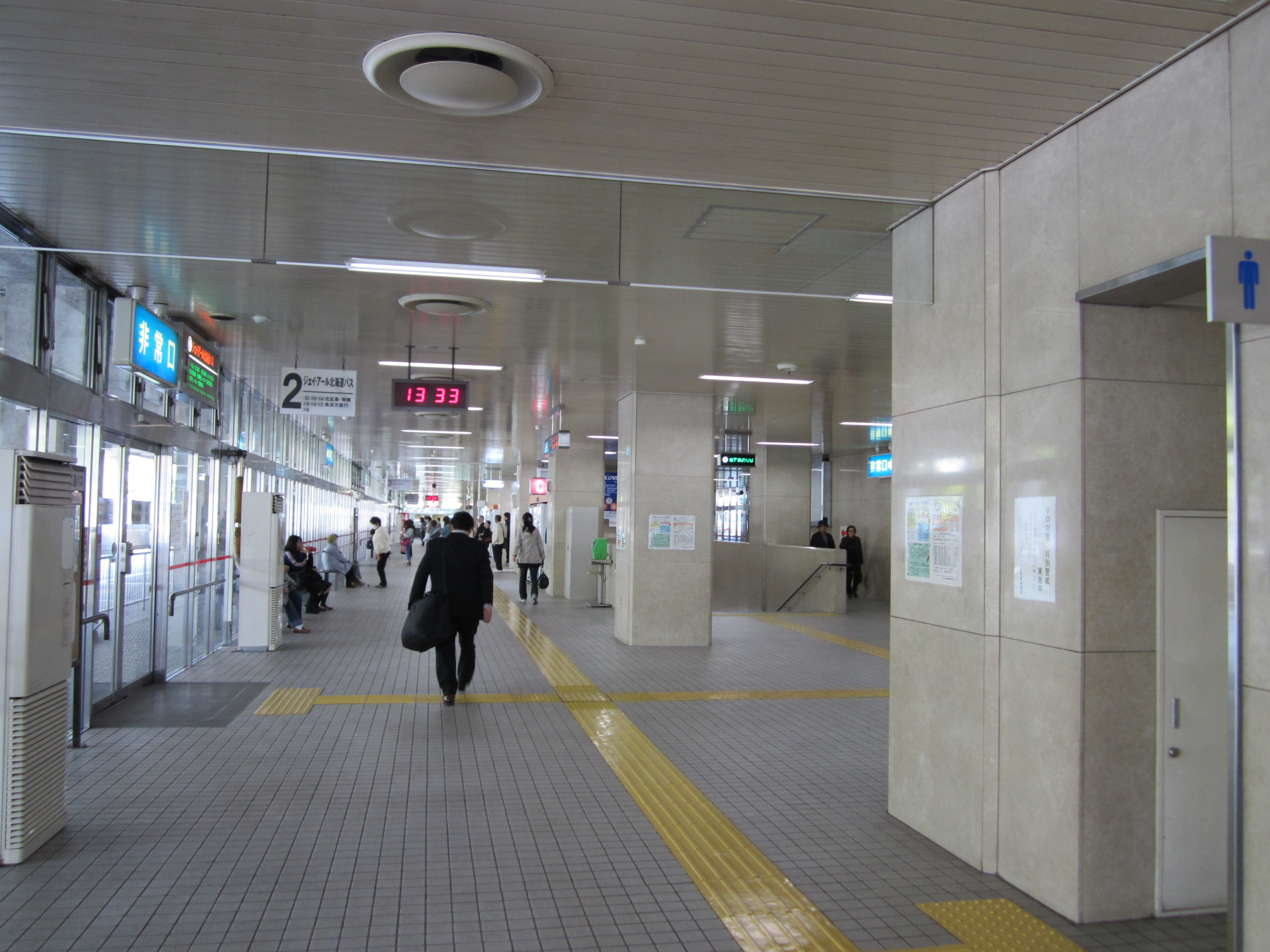
ターミナル内の様子

1982年（昭和57年）3月21日供用開始。札幌市により設置され、管理運営も札幌市が行っていたが（#設置主体も参照）、民間移譲を検討した結果、2010年（平成22年）4月1日より管理者が西新サービス（建築物管理業、日立ビルシステムの子会社）に変更されている。2021年（令和3年）12月の平日1日あたり、スクールバス等の非公示便を除く発着便数は553便（感染症流行による一時運休便を含む）。

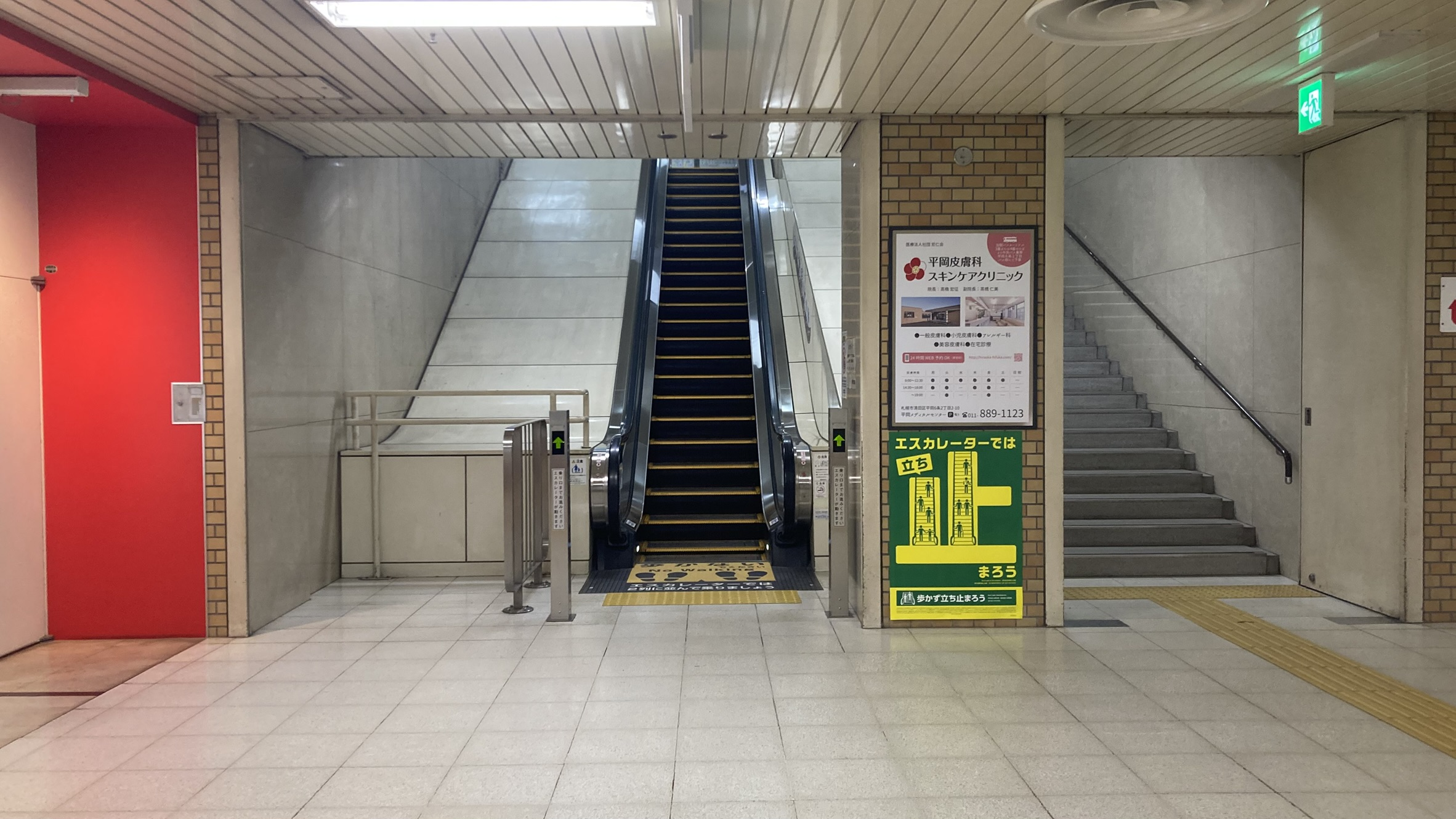
大谷地バスターミナルの大谷地駅に通じる地下通路からの入り口。エスカレーターの左側は、将来的に下りエスカレーターを設置するであろう準備スペース

東側出入り口が唯一の地上出入り口となる。地下通路で地下鉄東西線大谷地駅と直結しているほか、キャポ大谷地へも直結している。地下通路とは、バスターミナル方面への上りエスカレーターのみ設置されており、地下通路への下りエスカレーターは、設置場所だけが確保されており、2025年現在も、下りエスカレーターは設置されてない。エレベーターは2018年ごろから設置構想が持ちあがり、2023年の供用開始を目指すとしていたが、2025年1月現在、地下通路と大谷地駅までのエレベーターの建設が進んでいるだけで、地下通路とバスターミナルまでのエレベーターはまだ着工していない。よって大谷地駅へ車椅子で向かう場合、地上出入口から2番出口まで向かう必要がある。
のりばは1 - 10番まで設置されており、バスの到着を感知する自動ドアで仕切られている。降車場は設置されていないため、各のりばで行う。
施設内にはシュリーの店（傘・靴などの修理）、北海道中央バス大谷地総合案内所が設置されている。かつては立ち食いそば・うどん店、喫茶店、キヨスクも入居していたが、現在は閉店している。また、北都交通案内所は2009年8月20日に廃止された。
代表的な路線は新千歳空港連絡バスであり、北海道中央バスと北都交通が交互に運行している。

### 設置主体
当バスターミナルは札幌市が直接設置しており、財源は札幌市の一般会計となる（札幌市交通局の会計ではない）。札幌市の地下鉄駅に設置されているバスターミナル施設のうち、札幌市が直接設置している施設は他には発寒南バス発着場のみであった。2015年（平成27年）10月1日現在、発寒南バス発着場は設置・管理とも札幌市交通局へ変更されているほか、大通バスターミナル（バスセンター）などが札幌市による設置・管理に変更されている。
札幌市の直接運営であることは札幌市財政統計にある使用料改定に大谷地バスターミナルの名称があることで確認できる。

## 沿革
※各路線バスの歴史等はそれぞれの路線記事、または事業者記事を参照。
- 1982年（昭和57年）3月21日 - 札幌市が大谷地バスターミナルを設置、開業
- 2001年（平成13年） - 当時唯一乗り入れていた札幌市営バス路線（白34系統、2010年4月1日路線廃止）が北海道中央バスに移管され、札幌市営バスの乗り入れ廃止。
- 2009年（平成21年）8月20日 - 北都交通案内所が廃止。
- 2016年（平成28年） - 清田区公共交通サービスアップ協議会が、ターミナル内の時刻表や案内板を更新[8][9]。
- 2023年（令和5年）10月1日 - 札幌急行線廃止[10]により夕張鉄道（夕鉄バス）の乗り入れ廃止。

## 発着路線
路線は2025年（令和7年）4月1日現在。
路線詳細は北海道中央バス、ジェイ・アール北海道バスは営業所記事または路線記事を、その他は事業者記事を参照。

### 1番のりば
- 北海道中央バス西岡営業所
  - 真105 真駒内線 真駒内駅行（南郷18丁目駅・札幌ドーム・福住駅（福住バスターミナル）経由）
- 北海道中央バス
  - 札幌厚別公園競技場シャトルバス[13]
  - アクセスサッポロシャトルバス[14][15]

### 2番のりば
- ジェイ・アール北海道バス長沼線
  - 32 北広島線 北広島西高校行
  - 大33 北広島線 北広島駅行（椴山経由）
  - 大34 長沼線 長沼東町行・ながぬま温泉行（椴山・北広島駅・中央長沼経由）
  - 大35 南幌線 南幌ビューロー行（椴山・北広島駅・北の里経由）
- ジェイ・アール北海道バス
  - スクールバス 北広島西高校行[16]

### 3番のりば
- 北海道中央バス平岡営業所
  - 大66・大67 平岡ニュータウン線 イオンモール札幌平岡行（平岡高校経由）、平岡営業所行（平岡高校・イオンモール札幌平岡経由）
  - 大70 平岡シュヴァービング線 平岡シュヴァービング行

### 4番のりば
- 北海道中央バス大曲営業所
  - 大69 大谷地・柏葉台線 柏葉台団地行（平岡5条2丁目経由）
  - 大87 有明線 真栄高校前行・有明小学校行（真栄団地経由）
  - 大88 真栄団地線 三井アウトレットパーク行（真栄団地経由）

### 5番のりば
- 北海道中央バス札幌北営業所
  - 高速とまこまい号 苫小牧市行（苫小牧駅・苫小牧西港フェリーターミナル）
  - 高速むろらん号 室蘭市行（幌別・東町ターミナル・室蘭観光協会）
  - 高速とまこまい号・高速むろらん号 札幌駅前行
- 北海道中央バス札幌北営業所、北都交通、ジェイ・アール北海道バス、十勝バス、北海道拓殖バス
  - ポテトライナー 帯広市行（音更経由/清水・芽室経由 帯広駅（帯広駅バスターミナル））
- 北海道中央バス札幌北営業所、阿寒バス、くしろバス
  - スターライト釧路号 釧路市行（くしろバス本社・釧路駅（釧路駅前バスターミナル））

### 6番のりば
- 北都交通、北海道中央バス月寒営業所
  - C 新千歳空港連絡バス 新千歳空港行（南千歳駅経由）
- 北都交通、北海道中央バス札幌北営業所、函館バス
  - 高速はこだて号 函館市行（八雲・森・新函館北斗駅・函館駅（函館駅前バスターミナル）・湯の川温泉）
- 北都交通、根室交通
  - オーロラ号 根室市発降車のみ使用

### 7番のりば
- 道南バス
  - 高速ハスカップ号 苫小牧市行（苫小牧駅）
  - 高速おんせん号 登別市行（登別温泉）
  - 高速白鳥号 室蘭市行（登別駅・幌別・東町ターミナル・室蘭観光協会）
  - 高速蘭東ライナー号 室蘭市行（若山営業所・室蘭工業大学・東室蘭駅東口）
  - 高速ペガサス号 浦河町行（鵡川四季の館・門別競馬場・静内駅・浦河町役場・浦河ターミナル）

### 8番のりば
乗り入れ路線なし

### 9番のりば
- ジェイ・アール北海道バス 日勝線
  - 高速えりも号 えりも町行（浦河町役場・様似駅・えりも駅）
- ジェイ・アール北海道バス
  - スクールバス 立命館慶祥中学校・高校行[17]

### 10番のりば
- 北海道中央バス大曲営業所
  - 大92 上野幌線 緑ヶ丘団地行（上野幌ベニータウン経由）